# 太空電子學
太空電子學是太空載具上的電子系統、電子子系統或電子部件的發展與應用的科學技術。太空載具上的電子系統包括太空載具的姿勢控制、通訊、指揮、遙測與計算機系統。感應器則是太空載具上的電子元件。

## 外部連結
- . NASA.   [2018-11-30]. （原始内容存档于2019-11-12）.